# Rio Piraju
O rio Piraju é um rio brasileiro do estado do Rio Grande do Sul.